# Minimálfelület

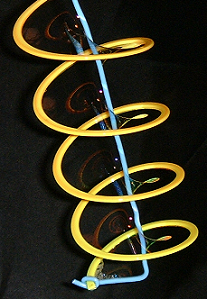
A csavarfelület egy minimálfelület

A matematikában a minimálfelület olyan felület, amely lokálisan minimalizálja a felületét. Vagyis olyan felület, aminek átlagos görbülete zérus.
Az elnevezés onnan származik, hogy eredetileg olyan felületet jelentettek, amelynek a területe a legkisebb és kielégít bizonyos kritériumokat.

## Definíciók

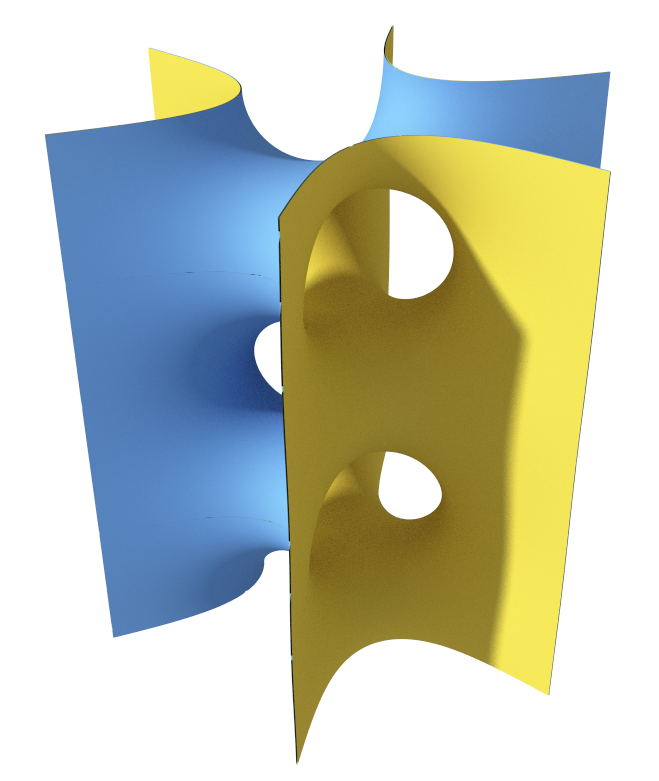
Egy jellegzetes minimálfelület. Bármely apró változtatás a felületben megnöveli annak területét, ugyanakkor léteznek hasonló felületek, amelyek határa megegyezik felületük pedig kisebb.

A minimálfelületeket több módon is definiálhatjuk R3-ban. A következő definíciók ekvivalenciája arra is rámutat, hogy a minimálfelületek elmélete a matematika több ágához is kapcsolódik, például: differenciálgeometria, variációanalízis, komplex analízis stb.
Lokálisan minimális területű definíció: Az M ⊂ R3 felület minimumfelület akkor és csak akkor, ha bármely p ∈ M pontnak létezik egy környezete, amely területe minimális a határához képest.
Fontos, hogy ez a tulajdonság lokális, vagyis létezhet több mint egy felület, amely minimalizálja a területet ugyanahhoz a határhoz képest.
Variációs definíció: Az M ⊂ R3 felület minimálfelület akkor és csak akkor, ha kritikus pontja a terület funkcionálnak, bármely megfelelő kompakt variációra.
Ez a definíció a minimálfelületet gyakorlatilag a geodetikus vonalak 2 dimenziós megfelelőjeként definiálja.

## Fordítás
- Ez a szócikk részben vagy egészben  a   Minimal surface című angol Wikipédia-szócikk fordításán alapul.  Az eredeti cikk szerkesztőit annak laptörténete sorolja fel. Ez a jelzés csupán a megfogalmazás eredetét és a szerzői jogokat jelzi, nem szolgál a cikkben szereplő információk forrásmegjelöléseként.

## Kapcsolódó irodalom
- Robert Osserman. A Survey of Minimal Surfaces. New York: Dover Publications (1986). ISBN 0-486-64998-9
- Hermann Karcher and Konrad Polthier: Touching Soap Films - An introduction to minimal surfaces, 1995. (Hozzáférés: 2006. december 27.)
- Various: EG-Models, 2000-. (Hozzáférés: 2004. szeptember 28.)
- Stewart Dickson: Scientific Concretization; Relevance to the Visually Impaired Student. VR in the School, Volume 1, Number 4, 1996. (Hozzáférés: 2006. április 15.)
- Martin Steffens and Christian Teitzel: Grape Minimal Surface Library. (Hozzáférés: 2008. október 27.)
- David Hoffman, Jim Hoffman et al.: Scientific Graphics Project. [2006. július 3-i dátummal az eredetiből archiválva]. (Hozzáférés: 2006. április 24.)
- Jacek Klinowski: Periodic Minimal Surfaces Gallery. (Hozzáférés: 2009. február 2.)
- Ulrich Dierkes, Stefan Hildebrandt, Friedrich Sauvigny. Minimal Surfaces. Berlin Heidelberg: Springer (2010). ISBN 978-3-642-11697-1

## Külső hivatkozások
- 3D-XplorMath-J Homepage — Java program and applets for interactive mathematical visualisation
- Gallery of rotatable minimal surfaces
- WebGL-based Gallery of rotatable/zoomable minimal surfaces